# Ian McDonald
Ian McDonald (født 25. juni 1946 i London, England, død 9. februar 2022) var en engelsk musiker. Har var medlem af og producer for den progressive rockgruppe King Crimson, dannet i 1969. McDonald var med i den første udgave af King Crimson sammen med Greg Lake, Michael Giles, Robert Fripp og Peter Sinfield. McDonald og Giles dannede desuden en gruppe, som udgav ét album, McDonald & Giles.
Før han kom med i gruppen, var McDonald fem år i den britiske hær som musiker. Hans musikalske talent strakte sig fra klassisk orkester til dansemusik og rock. Han var også medlem og grundlægger af Gibraltar og Foreigner, hvor han spillede guitar såvel som træblæsere og tangenter. Han har været studiemusiker og deltaget i indspilningen af Get It On (Bang a Gong) af T. Rex. Hans seneste soloindspilning er Drivers Eyes fra 1999.
I 1997 førte udgivelsen af Epitaph med sjældne live-optagelser af 1969-udgaven af King Crimson til fornyet interesse for tidligt King Crimson-materiale. Dette førte til dannelsen af 21st Century Schizoid Band i 2002, som gav adskillige koncerter og udgav live-album. Gruppen omfattede de tidligere King Crimson-medlemmer Michael Giles (trommer og slagtøj), Peter Giles (bas), Ian McDonald (saxofon, fløjte, tangenter), Mel Collins (alt- og tenorsaxofon) samt Jakko Jakszyk fra Level 42 (guitar og sang). Efter gruppens første turné blev Michael Giles erstattet af et andet tidligere King Crimson-medlem, trommeslageren Ian Wallace.